# Medici fără frontiere
Médecins Sans Frontières (MSF) (pronunție în franceză [medsɛ̃ sɑ̃ fʁɔ̃tjɛʁ] ⓘ), cunoscută și sub numele de Medicii fără Frontiere (MFF), este o organizație non-guvernamentală umanitară internațională (ONG) cunoscută cel mai bine pentru proiectele sale din regiunile sfâșiate de război și țările în curs de dezvoltare afectate de boli endemice. În 2015, peste 30.000 de colaboratori - în special medici locali, asistente medicale și alți profesioniști din domeniul medical, experți în logistică, ingineri și administratori de apă și salubritate - au acordat asistență medicală în peste 70 de țări. Marea majoritate a personalului sunt voluntari. Contribuțiile donatorilor privați formează circa 90% din finanțarea organizației, în timp ce contribuțiile corporațiilor oferă restul, acordând MSF un buget anual de aproximativ 1,63 miliarde USD. 

## Legături externe
- Médecins Sans Frontières International Official website
- Doctors Without Borders Official website
- Official Nobel Peace Prize page for MSF
- Essentialdrugs.org
- Observatoire de l'action humanitaire
- Drugs for Neglected Diseases Initiative
- The Bernard Kouchner Project – Compassion Without Borders
- MSF Speaking Out Case Studies